# 上徒士町
上徒士町（かみかちしちょう）は、青森県八戸市の地名。

## 地理
八戸市の中央部に位置し、北に新荒町、荒町、東に町組町、南に常番町、南・西に上組町が面している。地区の面積は25471平方メートル。八戸市中心市街地の区域、長者地域に属する。

## 地名の由来
南部八戸の城下町によると、徒士は「騎士の侍に対する徒歩の士の町に由来するとおもわれるので、本来は徒士階級の屋敷町として割り出されたものかと考えられる」と記載されているが、同書は当地名について八戸藩の記録には徒士階級の存在が確認されておらず、類似の地名に、徒士町、本徒士町の、地名があるものの「本当の町名の由来についてはわからない」と記されている。文政初年（1818年ごろ）の城下絵図に「上御徒士袋町」の地名もみられ、裏通りは廿六日町から町組町、上徒士町を経て上組町へ抜けれず途中で街路が袋小路だったことが由来である。

## 歴史

### 沿革
- 1872年（明治5年）町村役人廃止により大区小区制による地方行政制度に改められる[8]。上徒士丁とされ、九大区二小区の42村の一つに含まれた[9]。
- 1889年（明治22年）4月1日 - 町村制施行。上徒士町は三戸郡八戸町に属する[10]。
- 1929年（昭和4年） 市制施行に伴い、上徒士町は八戸市に属する[11]。

## 世帯数と人口
| 字           | 世帯数  | 人口  |
| 大字上徒士町 | 188世帯 | 276人 |
| 合計         | 188世帯 | 276人 |